# Christian Gottfried Hahmann
Christian Gottfried Hahmann (* 6. Februar 1739 in Mittweida; † 16. Juli 1798 in Dresden) war ein deutscher Baumeister des Rokoko. Er war hauptsächlich in Dresden tätig und ist heute noch für seine Mitwirkung am Palais Cosel bekannt.

## Leben

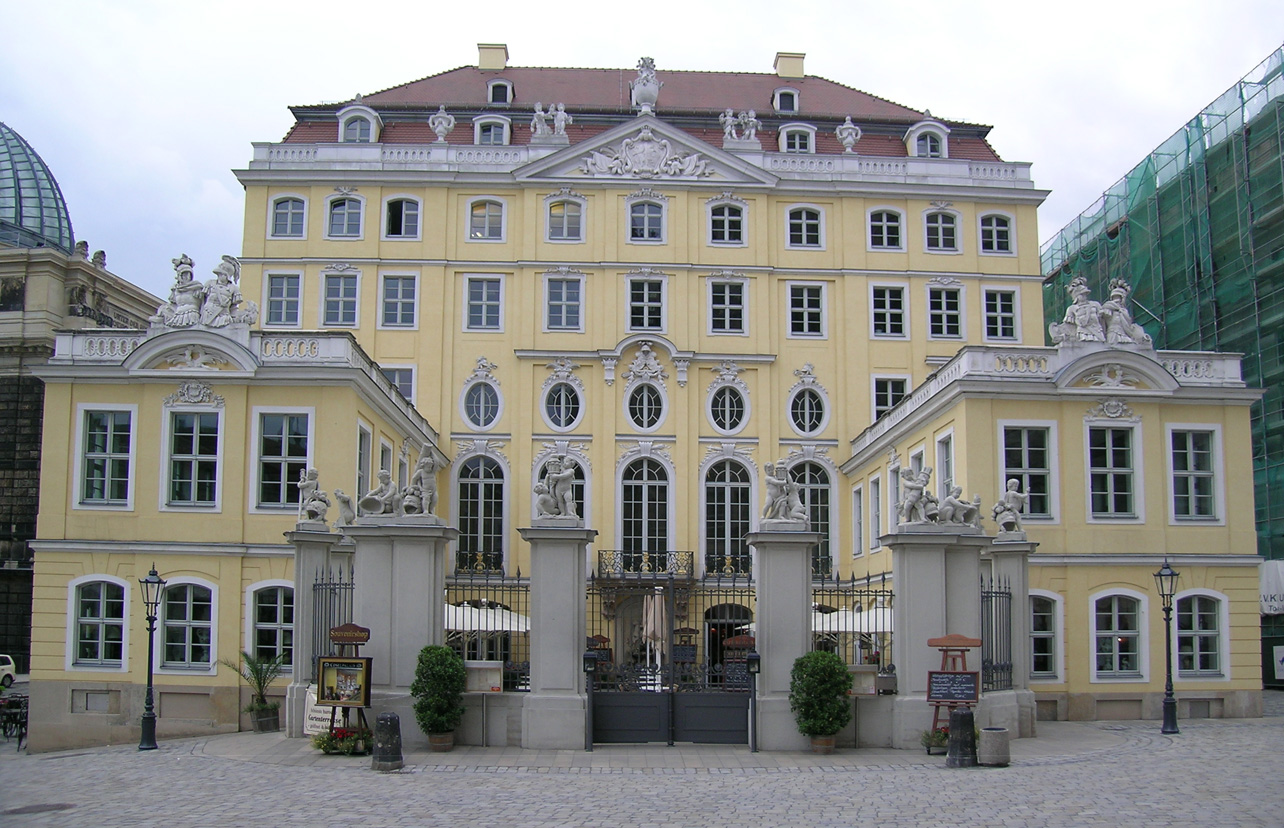
Coselpalais, 2006

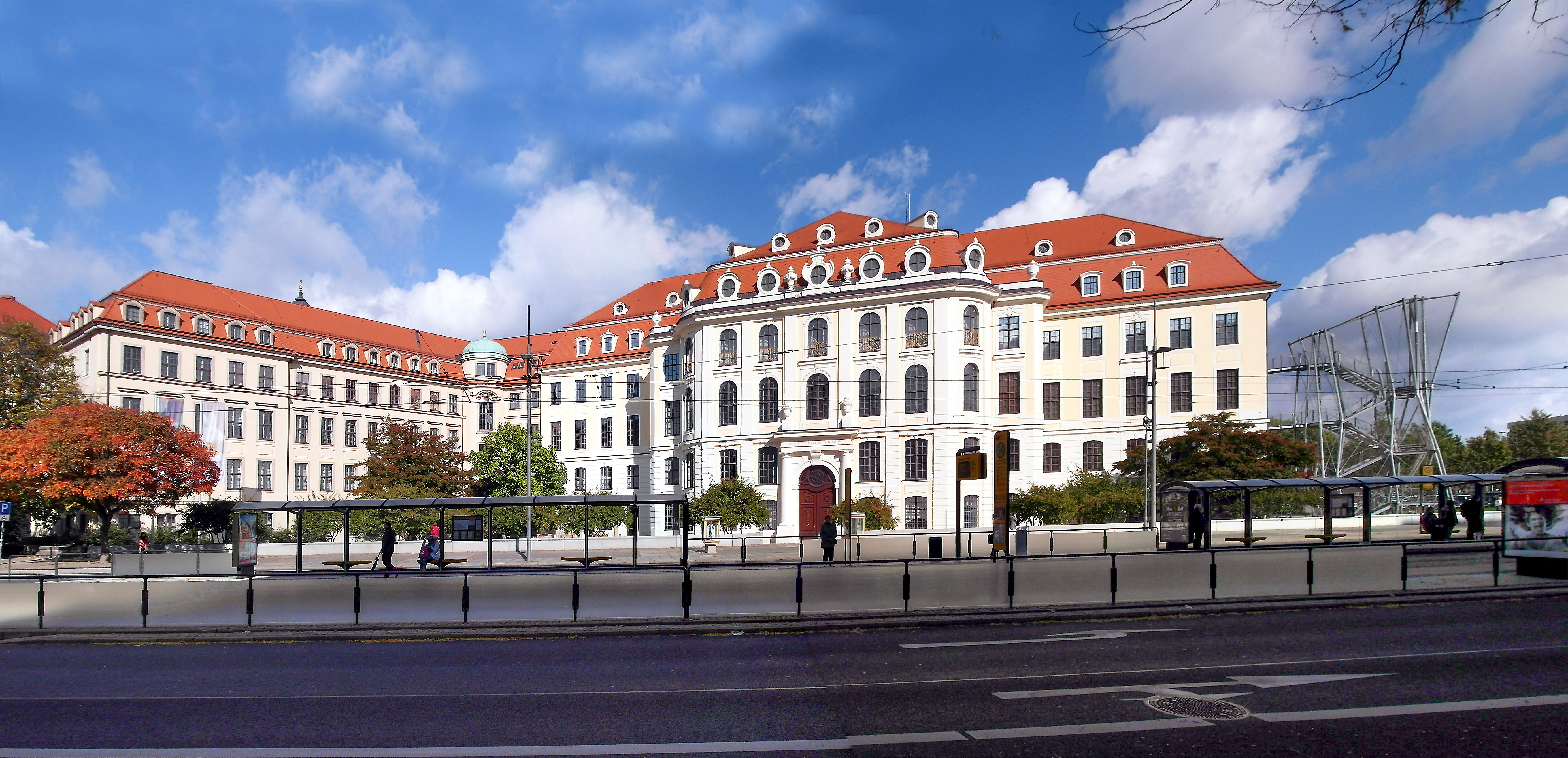
Altes Landhaus, Dresden

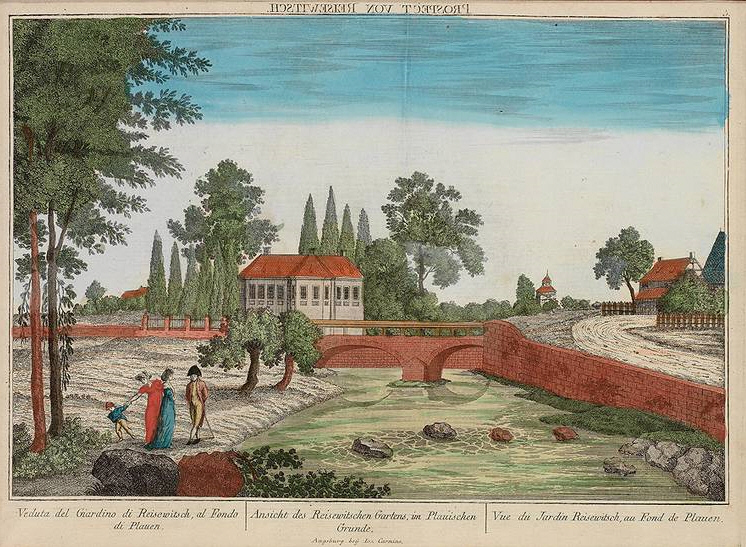
Reisewitzscher Garten, um 1780

Er wurde 1739 in dem ehemaligen Erbgerichtshaus in der Kirchstraße 16 in Mittweida geboren. Das sächsische Ingenieurkorps stellte den Schüler des 1757 verstorbenen Hofmaurermeisters Siegmund Gottlieb Bormann 1760 in seine Dienste. Sechs Jahre später trug die Maurerinnung ihn als Meister ein. Hahmann wurde 1773 Kammerkondukteur und 1795 Hofmaurermeister.
Unter Julius Heinrich Schwarze baute er für Friedrich August von Cosel am Rande des Dresdner Neumarkts gegenüber der Frauenkirche unter Einbeziehung von zwei 1760 kriegszerstörten Vorgängerbauten (Caesarsches Haus, Knöffelsches Haus) von 1762 bis 1764 das Coselpalais. Um 1766 entwarf er in einfacheren Formen zahlreiche Bürgerhäuser Dresdens, zum Beispiel das Haus Pirnaische Straße 1 sowie mehrere Häuser auf der Moritzgasse und vor dem Pirnaischen Tor. Nach den Plänen Friedrich August Krubsacius’ baute er 1770 bis 1776 in Dresden das Landhaus.
Darüber zeichnete er für das Große Vitzthumsche Gartenhaus im Reisewitzschen Garten bei Plauen verantwortlich. Außerdem soll Hahmann 1783 nach den Plänen des Architekten und sächsischen Bauinspektors Johann August Giesel das Maximilianische Garten-Palais in der Friedrichstädter Allee nach Ionischer Ordnung umgeändert haben.

## Familie

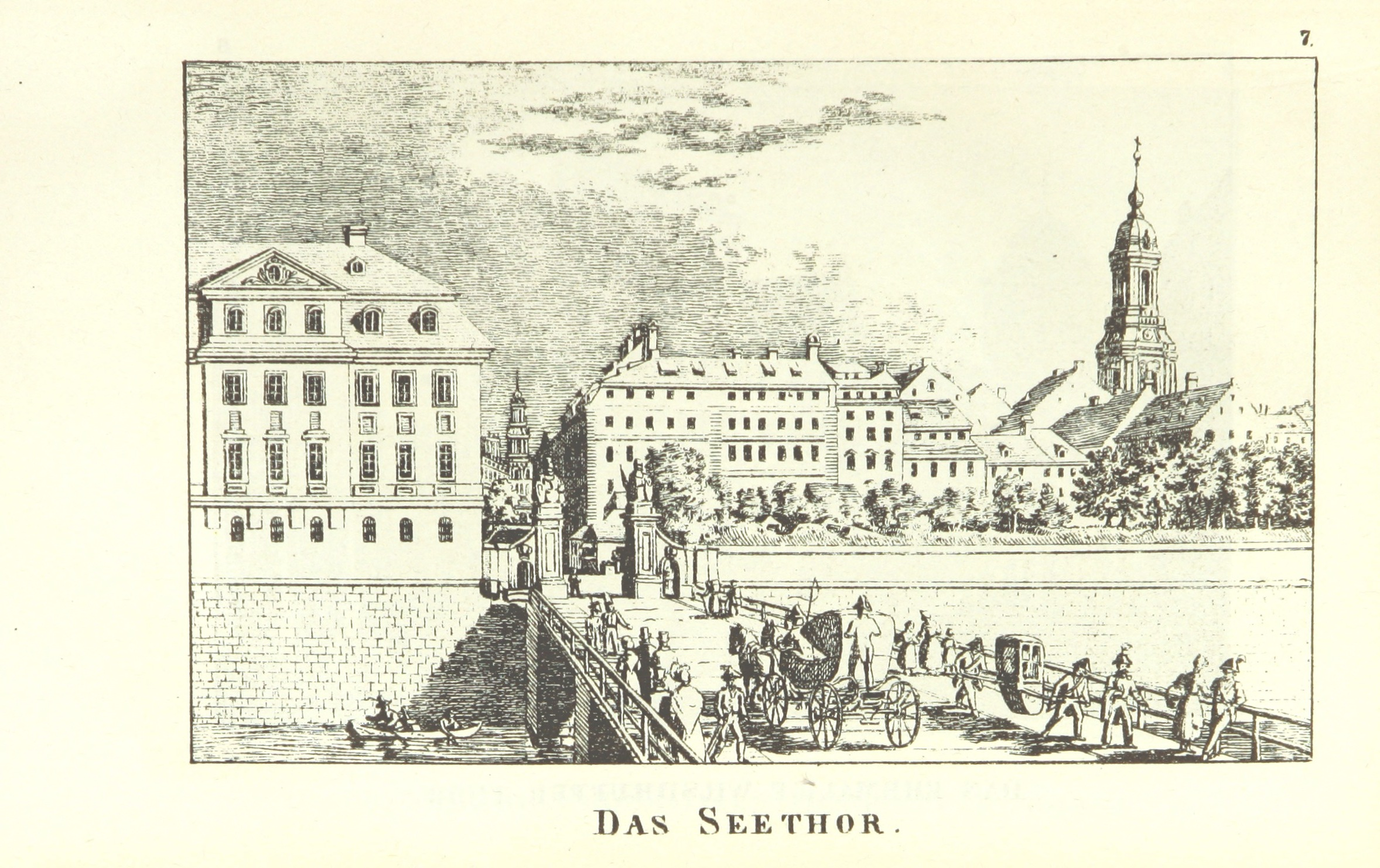
Das Seetor, Dresden, wo Hahmanns Vater Torschreiber war

Geboren wurde Hahmann in dem historischen ehem. Erbgericht, Kirchstraße 16 in Mittweida, als Sohn des Kauf- und Handelsmann in Mittweida und zuletzt Königl. Thorschreiber am Seetor in Dresden, Johann Zacharias Hahmann (* um 1690 in Mittweida; bestattet am 25. Mai 1753 in Dresden) und dessen Ehefrau Christiane Theodosia geb. Lehmann (* um 1707; bestattet am 4. August 1749 in Dresden). Das Geburtshaus musste am 20. August 1740 an Bürgermeister Johann Christian Lange verkauft werden, wegen Konkurs, und die Familie zog nach Dresden. Hahmanns Mutter starb, als er nur 10 Jahre alt war, sein Vater als er 14 Jahre alt war, beide an Verzehrung. Hahmanns väterlicher Großvater, auch genannt Christian Gottfried Hahmann, war Bürgermeister in Mittweida. Hahmanns Bruder, Johann Zacharias Hahmann d. J. (* 12. Februar 1735; † 6. Mai 1763 in Meißen) war Maler an der Porzellan-Manufaktur in Meißen, seit mindestens 1750. Sein Schwager (Ehemann von Sophia Theodosia Hahmann) Christian Gottlieb Schüffner (* 4. Juni 1729 zu Mittweida; † 15. Juli 1802 zu Chemnitz) war seiner kurfürstlichen Hoheit zu Sachsen hochbestellter Accis Inspector zu Rochlitz und Mittweida, ferner vornehmer Jurispracticus und seiner Excellenz des General von Arnim hochverdienter Gerichtsdirector zu Neusorge. Hahmann wurde als Patenonkel von den Enkelkindern  seiner Schwester – Caroline Friedericke Hinkel geb. Schüffner (* 1. Februar 1794 in Mittweida; † 5. Oktober 1864 in Chemnitz) und ihrem Halbbruder, dem Kattundruckereigründer Carl Wilhelm Schüffner (* 23. Februar 1802 in Mittweida; † 2. Mai 1872 in Chemnitz) – im Mittweidaer Taufregister als „Hof Kammer Kondukteur zu Dresden“ erwähnt.
Hahmanns erste Ehefrau, Eleonora Charlotta (Dezember 1740 – Juni 1767 in Dresden) wurde am 7. Juni 1767 auf dem St. Johanniskirchhof bestattet. Sie starb im Alter von 26 Jahren, 7 Monaten und 2 Tagen an Schlag und Schlagfluss, „an der Frauenkirche, in Herr von Cosels Haus“ (wohl das Coselpalais).
Hahmann verheiratete sich um 1771 mit Johanna Sophia N.N. (* 1752; bestattet am 9. Februar 1783 in Dresden). Vier Kinder sind bekannt:
1. Friedrich Christian Hahmann (getauft am 17. August 1772 in Dresden);
2. Wilhelmina Friederica Hahmann (* 4. Oktober 1775 in Dresden);
3. Carolina Sophia Hahmann (* 1777; bestattet am 25. April 1782 in Dresden);
4. Juliane Wilhelmine Hahmann (getauft am 16. August 1780 in Dresden).

In 3. Ehe war Hahmann verheiratet mit Christiana Ernestina N.N. (* um 1767; bestattet am 14. September 1827 in Dresden).